# 増田晴彦
増田 晴彦（ますだ はるひこ、1962年10月30日 - ）は、日本の漫画家。静岡県富士市出身。主に少年誌、成年誌にて作品を発表している。初期作品及び現在では、別名義「寄生虫（よりうむし と かな表記されることもあり）」を名乗る場合もある。

## 概要
1962年10月30日、静岡県富士市にて生まれる。茨城大学漫研に所属していた頃に、「アグナム」で同人誌活動を始める。
大学を中退し上京した後は、かがみあきらのアシスタントを経て、『漫画ブリッコ』に掲載された『MCシスターの部屋』で商業誌デビューする。『虚空からの挑戦』『虚空への迎撃』などの作品を残す。なお、上京日は3月19日であり、毎年この日になると、初心を忘れないように、東京での初めての夜に食べた大根の味噌汁を作って食べるという。
各誌を転々とした後、『週刊少年宝島』で『超新世モンスターロード』を連載するが、連載途中で雑誌が廃刊となる。徳間書店『月刊少年キャプテン』で『剣豪（ファイター）ゼロ』を連載するも、3巻分で終了する。『サーガ・オブ・ドラゴン』を1年がかけで描き下ろすも、赤字を出す……など苦難の道を歩む。
その後、エニックス出版（現スクウェア・エニックス）の『月刊少年ガンガン』創刊時より『輝竜戦鬼ナーガス』を連載する。全9巻という巻数は自己最長連載記録であるという。続いて『風の騎士団』の連載を始めたが、連載途中で『月刊Gファンタジー』に掲載紙を変更、全5巻で終了となる。さらに『生体融結バイオガーダー』を連載するも、連載途中で『月刊ガンガンWING』に掲載紙を変更、全2巻で終了する。やがて、『月刊少年ガンガン』にて編集長自身の企画による新作『スサノオ』を連載する。しかし、様々なテコ入れの甲斐なく、全10回、単行本3巻にて連載を終了した。
現在は成年誌に活動の場を移し、「寄生虫」名義で数作を発表している。水面下では、詳細は明らかではないものの、少年誌への掲載計画が進行中の模様である。
作風としては、メリハリのあるラインと細かいトーンワークによる「男はひたすら男臭く、女は可愛らしいor色っぽい」絵柄が特徴である（初期作品ではあまりスクリーントーンを使わず、陰影はラインワークで表現されていた）。特に好むのは恐竜や怪獣、竜が登場するコンセプトであり、「怪獣漫画家」とも呼ばれる。人間、非人間問わず、登場人物には一本筋の通った骨太のキャラクターが多い。
無類の猫好きであり、自宅では多数の猫（＋犬1頭）が飼われている。

## 作品リスト

### エニックス発行作品（他社作品の新装版を除く）
- 輝竜戦鬼ナーガス（全9巻）
- 風の騎士団（全5巻）
- 生体融結バイオガーダー（全2巻）
- スサノオ（全3巻）
- エルナード （パッケージイラスト）

### その他の出版社発行作品
- 虚空からの挑戦（寄生虫名義・成年向け）
- 虚空への迎撃（寄生虫名義・成年向け）
- キャプテンジーク（寄生虫名義）

1983年　「キャプテン・ジーク」　無頼の宇宙戦士キャプテン・ジークの冒険を描いた硬派なスペース・オペラ。併録　1984年　「サジタリオの弓」光の御子ウリンと彼女を滅ぼそうとする炎の魔王ヴァ・グーラの陰謀を描く異世界ファンタジーの連作。 輝竜戦鬼ナーガスの炎の魔王ヴァ・グーラが初登場する。
- チェイサー朱理（寄生虫名義・成年向けあり）
- 剣豪（ファイター）ゼロ（全3巻）
- 超新世モンスターロード（全1巻）
- サーガ・オブ・ドラゴン（全1巻）

孤独な傭兵戦士が、様々な仲間を得て竜退治するまでを描く硬派なファンタジー。このエピソードは輝竜戦鬼ナーガスにも過去の伝説として語られる。
- 魅せられた狩人（2007、寄生虫名義、成年向、モエールパブリッシング）